# Hochschule Mälardalen
Die Universität Mälardalen (Mälardalens universitet, MDU) besteht aus einem Campus in Västerås und einem in Eskilstuna. Der derzeitige Rektor ist Martin Hellström. Die Universität Mälardalen wurde 1999 als weltweit erste Hochschule gemäß dem internationalen Umwelt-Standard ISO 14001 zertifiziert. Zudem war die Hochschule 2006 die erste weltweit, die gemäß OHSAS 18001 für ihre Arbeitsbedingungen zertifiziert wurde. Seit Anfang Januar 2022 ist die Hochschule eine Universität.

## Geschichte

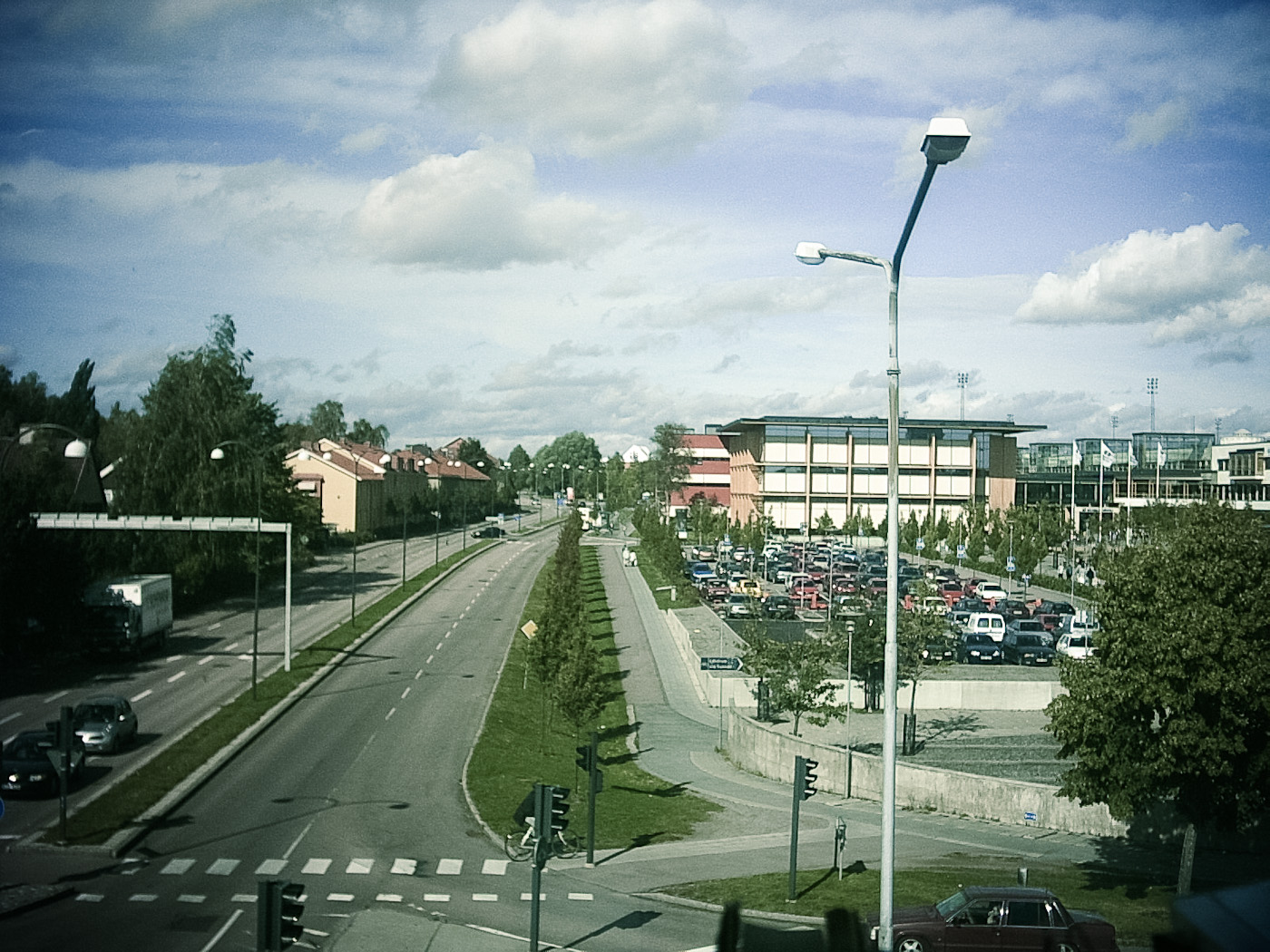
Südansicht der Bibliothek auf dem Campus Västerås, 2004

1977 wird die Hochschule als Reaktion der Region auf den Fachkräftemangel in technischen Berufen als Högskolan i Eskilstuna/Västerås gegründet. Mit Mitteln des Unternehmens ABB wurden erste Dozenten engagiert. Nachdem die Hochschule sich zunächst in verschiedenen Gebäuden eingemietet hatte, wurde 1985 das Schulgebäude der ehemaligen Zimmermannska-Schule erster Sitz der Hochschule. 1989 wurde mit Lillemor Kim erstmals eine Frau Hochschulrektorin in Schweden. 1993 wurde die Hochschule in Mälardalens Högskola umbenannt. Seit 1995 können in Västerås und Eskilstuna Magister-Abschlüsse erworben werden. 1998 wird der Informatiker Hans Hansson erster Professor an der MDH. Im selben Jahr wird das neue Hochschulgebäude in Eskilstuna eingeweiht. 2002 folgt die Fertigstellung des neuen Hauptsitzes in Västerås. 2007 kommt mit dem Campus Telge in Södertälje ein dritter Standort hinzu.

## Organisation
Die Angestellten der Hochschule arbeiten in vier Instituten, der Verwaltung und der Bibliothek.
Die vier Institute (schwed.: Akademi) sind:
- Institut für Ausbildung, Kultur und Kommunikation (UKK)
- Institut für Gesundheit, Pflege und Wohlfahrt (HVV)
- Institut für Wirtschaft, Gesellschaft und Technik (EST)
- Institut für Innovation, Design und Technik (IDT)